# Niklos Koda
Niklos Koda is een stripreeks die begonnen is in oktober 1999 met Jean Dufaux als schrijver en Olivier Grenson als tekenaar.

## Albums
Alle albums zijn geschreven door Jean Dufaux, getekend door Olivier Grenson en uitgegeven door Le Lombard.
| Nummer | Titel                    |
| ------ | ------------------------ |
| 1      | Achterin de Berlines     |
| 2      | De god van de jakhalzen  |
| 3      | Inch Allah               |
| 4      | Verdoemde walsen         |
| 5      | Hali Mirvic              |
| 6      | Zwarte magie             |
| 7      | Witte magie              |
| 8      | Het spel van de meesters |
| 9      | Arcane 16                |
| 10     | Drie van zwaarden        |
| 11     | De dans van de duivel    |
| 12     | De oceaan                |
| 13     | No song                  |
| 14     | De spiborg               |
| 15     | Het laatste masker       |